# Àrtic (pel·lícula)
Àrtic (originalment en anglès, Arctic) és una pel·lícula islandesa de supervivència de 2018 dirigida per Joe Penna i escrita per Penna i Ryan Morrison. La pel·lícula és protagonitzada per Mads Mikkelsen com un home perdut a l'Àrtida que lluita per ser rescatat. S'ha doblat al català.
La pel·lícula es va estrenar en el Festival de Cannes 2018 i es va estrenar en cinemes l'1 de febrer de 2019.

## Sinopsi
Overgård és un home atrapat a conseqüència d'un accident d'aviació en algun lloc del Cercle Àrtic i que espera pacientment el seu rescat. Overgård s'ho manegha per alimentar-se de truites i arengs que treu d'orificis en el gel i es refugia a l'avió. Diàriament realitza la rutina d'emetre un senyal de socors mitjançant un aparell d'electricitat induïda manualment.
Quan un helicòpter que acudeix al senyal el troba, aquest es desestabilitza en intentar prendre terra i s'estavella, el pilot mor i una jove dona passatgera resulta greument ferida. Posteriorment gràcies a un mapa que transportava el pilot ha de decidir si romandre en la seguretat relativa del seu campament de supervivència o aventurar-se en un viatge mortal amb l'esperança de la salvació potencial per a tots dos.

## Repartiment
- Mads Mikkelsen com Overgård.
- María Thelma Smáradóttir com la dona jove (supervivent)
- Tintrinai Thrikhasuk com el pilot de l'helicòpter.

## Producció
La pel·lícula es va rodar durant 19 dies a Islàndia. Mikkelsen es va referir a la pel·lícula com el rodatge més difícil de la seva carrera.

## Estrena
El 12 d'abril de 2018, la pel·lícula va ser seleccionada per a competir per la Caméra d'or en el Festival de Cannes 2018. Bleecker Street va adquirir els drets estatunidencs i internacionals seleccionats fora del Festival de Cannes.